# Парламентарни избори в България (1896)
Парламентарните избори се провеждат на 29 ноември 1896 г. в Княжество България.

## Обща информация
Изборите са белязани от нарушения, особено в София. Спечелени са от управляващата Народна партия, ръководена от премиера Константин Стоилов, който е избран за втори мандат.